# Telopea truncata
Telopea truncata (лат.) — кустарник или небольшое дерево, вид рода Телопея (Telopea) семейства Протейные (Proteaceae). Эндемик Тасмании (Австралия), где он встречается на влажных кислых почвах на высотах от 600 до 1200 м над уровнем моря. Компонент альпийских эвкалиптовых лесов, тропических лесов и кустарниковых сообществ. Растёт как многоствольный куст до высоты 3 м или иногда как небольшое дерево до 10 м в высоту, с красными соцветиями — цветочными головками, — которые появляются в течение тасманского лета (с ноября по февраль).) и несут от 10 до 35 отдельных цветков. Иногда встречаются жёлтые формы, но они не образуют особой популяции, отличной от остальных видов.
Собранная французским ботаником Жаком Лабиллардьером в 1792—1793 годах, Telopea truncata была впервые научно описана в 1805 году. Генетический анализ показал, что этот вид является наиболее характерным из пяти видов телопей. Его можно выращивать в умеренном климате, где требуются почвы с хорошим дренажом и достаточным количеством влаги в частично затенённых или солнечных местах. Было выведено несколько сортов, которые являются гибридами T. truncata с телопеей прекрасной (Telopea speciosissima) и Telopea oreades.

## Ботаническое описание
Telopea truncata — большой прямостоячий кустарник высотой до 3 м с несколькими стеблями, хотя иногда растёт как одноствольное дерево до 10 м в высоту. В отличие от T. speciosissima, у которого есть несколько стеблей, увенчанных цветами, стебли тасманской телопеи свободно разветвляются с многочисленными более мелкими ветвями, увенчанными цветочными головками. Молодые ветви и цветочные головки часто покрыты коричневатыми волосками. Узкие взрослые листья составляют 3-14 см в длину и 0,5-2,2 см в поперечнике и имеют грубую текстуру. Листья ложкообразные или обратнояйцевидные, с гладкими, слегка загнутыми вниз краями. Нижняя поверхность листьев опушённая. Иногда встречаются лопастные листья.
Цветение происходит с октября по январь и зависит от высоты над уровнем моря: растения на более низких высотах зацветают раньше, чем на более высоких. Цветочные головки, известные как соцветия, образуются на концах небольших ветвей, и окружены небольшими неприметными опушёнными прицветниками. Это отличает T. truncata от всех других видов телопей, у которых прицветники безволосые. В форме уплощённой кисти цветочные головки имеют диаметр 3,5-6 см и состоят из 10-35 отдельных цветков. Чаще всего они ярко-красные, хотя встречаются и отдельные растения с жёлтыми цветками. Они были описаны как forma lutea, но представляют собой просто цветовые вариации и не отличаются генетически. У растений с жёлтыми цветками есть потомство как с красными, так и с жёлтыми цветками. Антезис базипетальный, то есть сначала раскрываются цветки у основания (по краям) цветочной головки. Цветок состоит из околоцветника длиной 2 см на стебле длиной 1 см с ярко выраженным изгибом в столбике над завязью; все другие виды рода имеют слегка изогнутые формы. Анатомически отдельный цветок несёт сидячий пыльник (то есть без нити), который находится рядом с рыльцем в конце столбика. Завязь лежит в основе стебля и на ножке, известном как гинофор, и именно отсюда затем развивается семенная коробочка. У основания гинофора находится нектарник в форме полумесяца.
После цветения развиваются изогнутые кожистые или деревянистые плоды листовки. Они свешиваются вниз на деревянистых стеблях, имеют примерно продолговатую форму и длину около 5 см. Листовки делятся вдоль и высвобождают крылатые семена, которые созревают примерно в марте. Всего в плоде, как правило, около 16 семян, расположенных в два ряда. Семена отделены друг от друга и от стенок листовки деревянистыми перегородками-ламеллами.

Telopea truncata
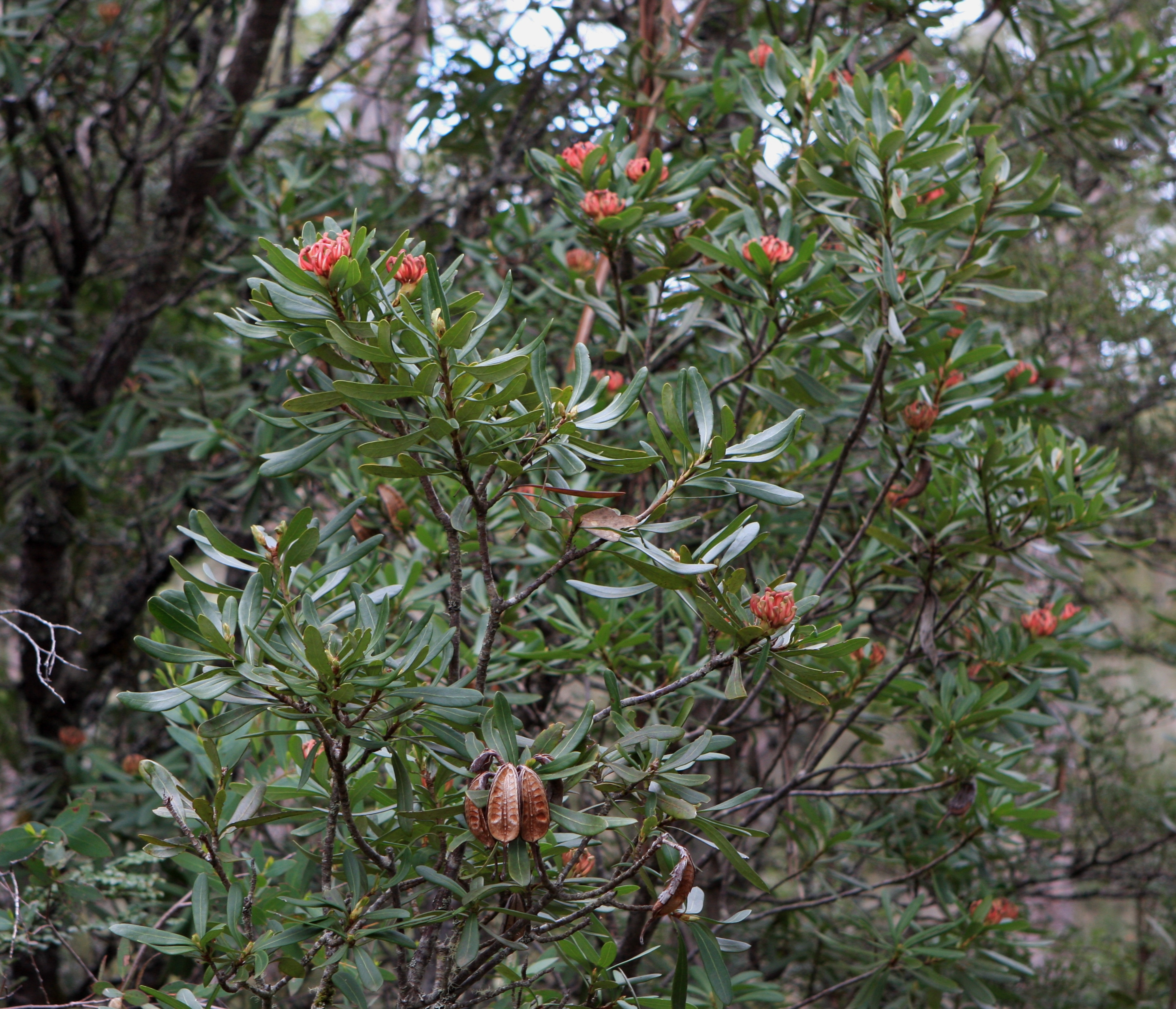
Цветущий кустарник
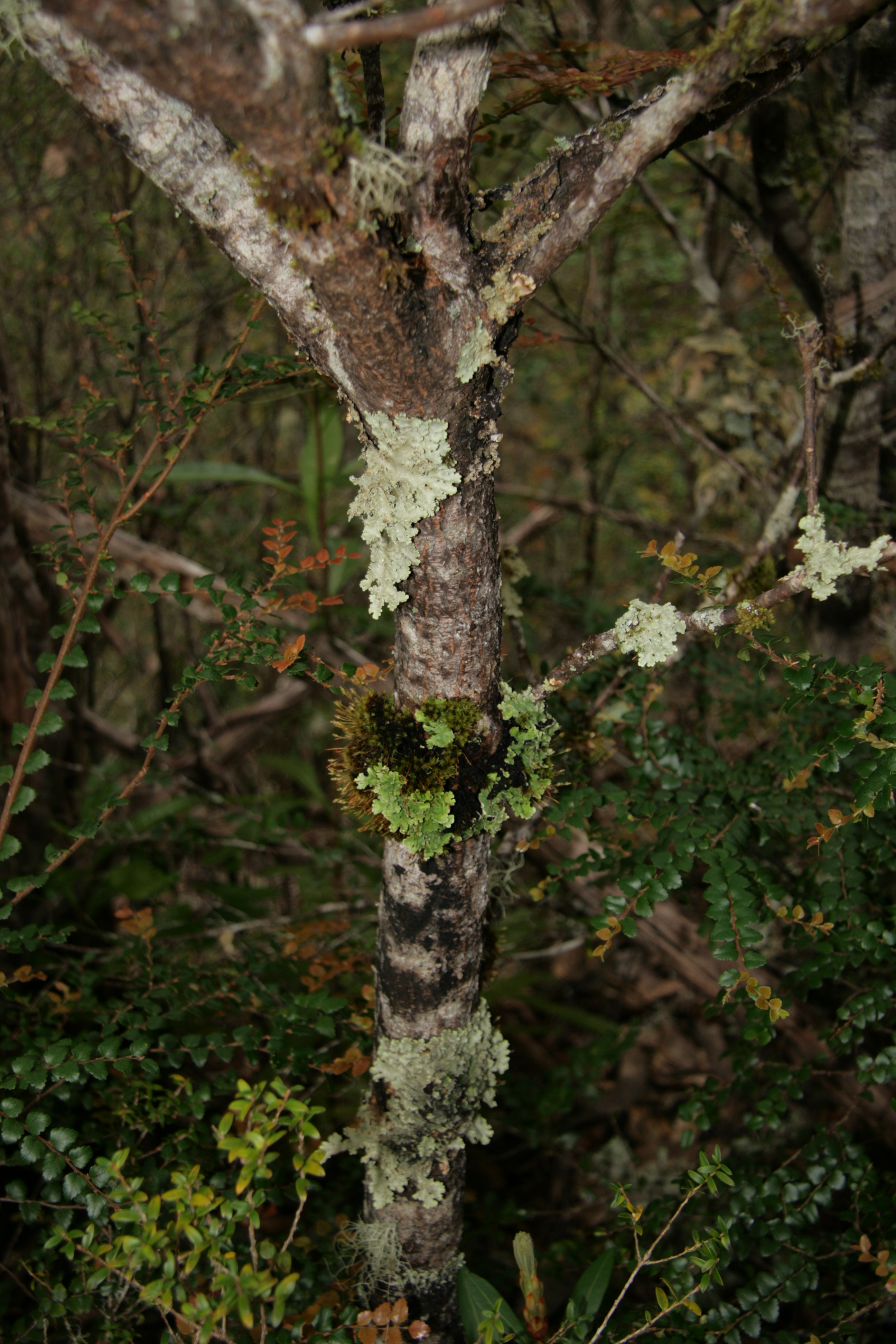
Ствол
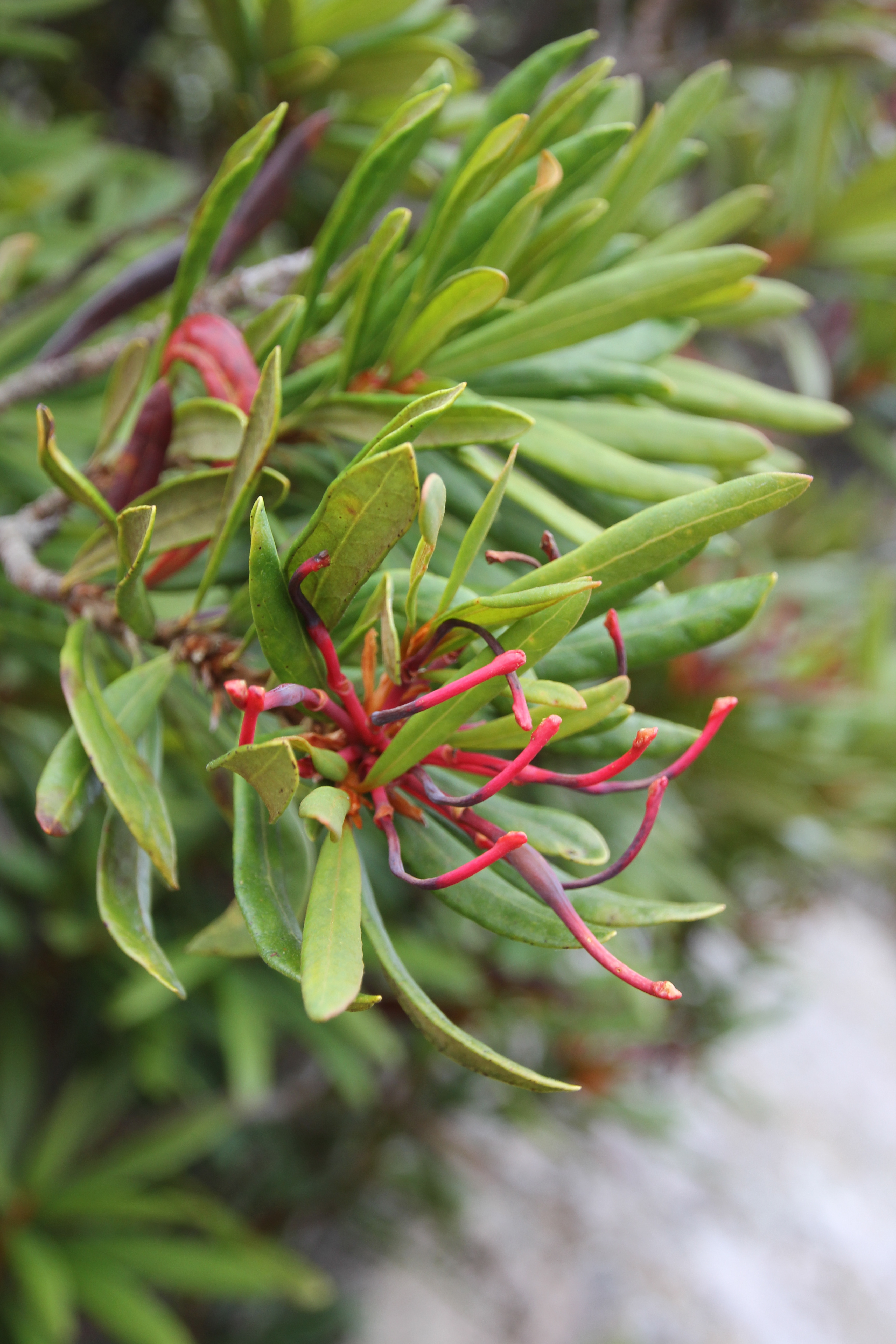
Листья
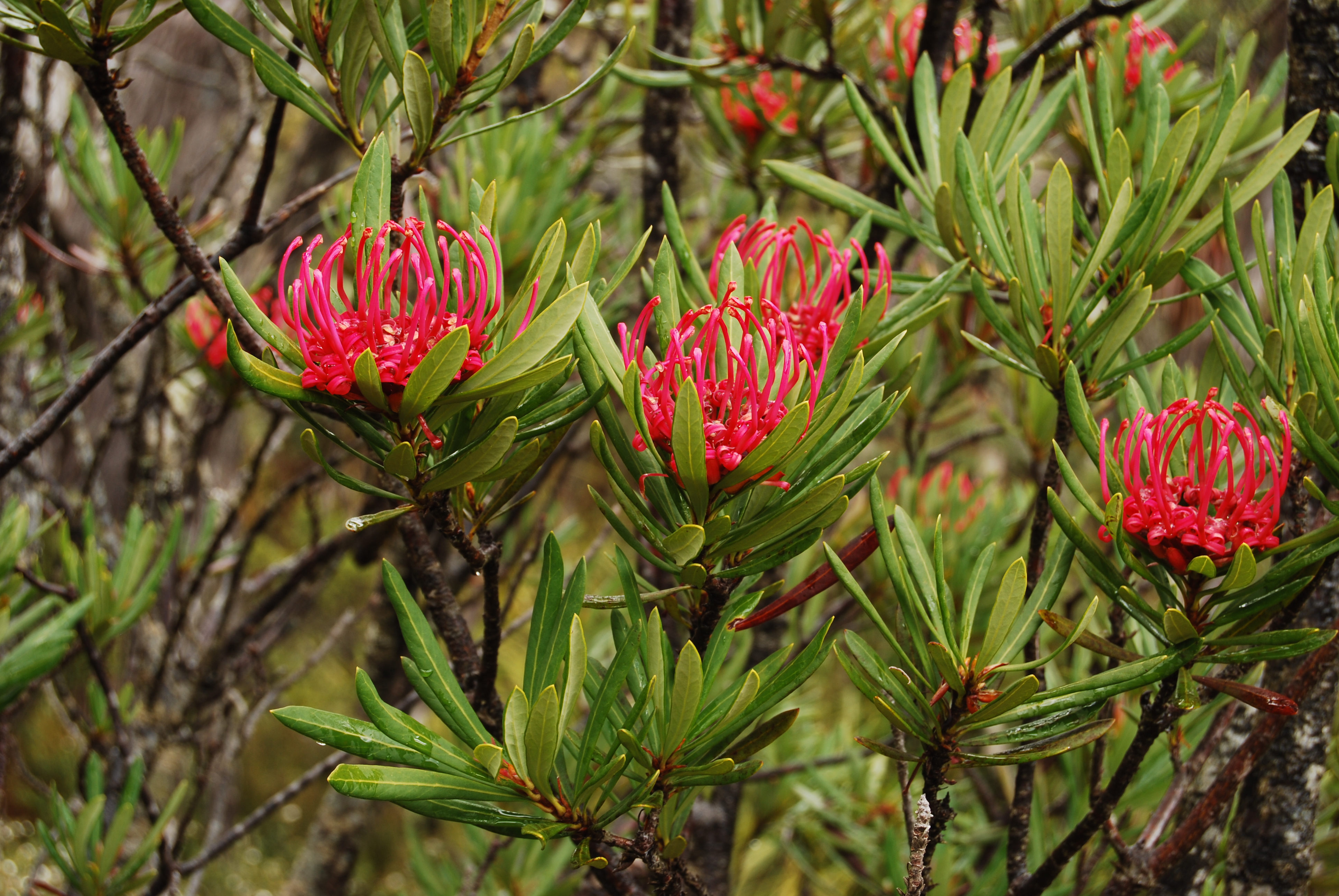
Листья и соцветия
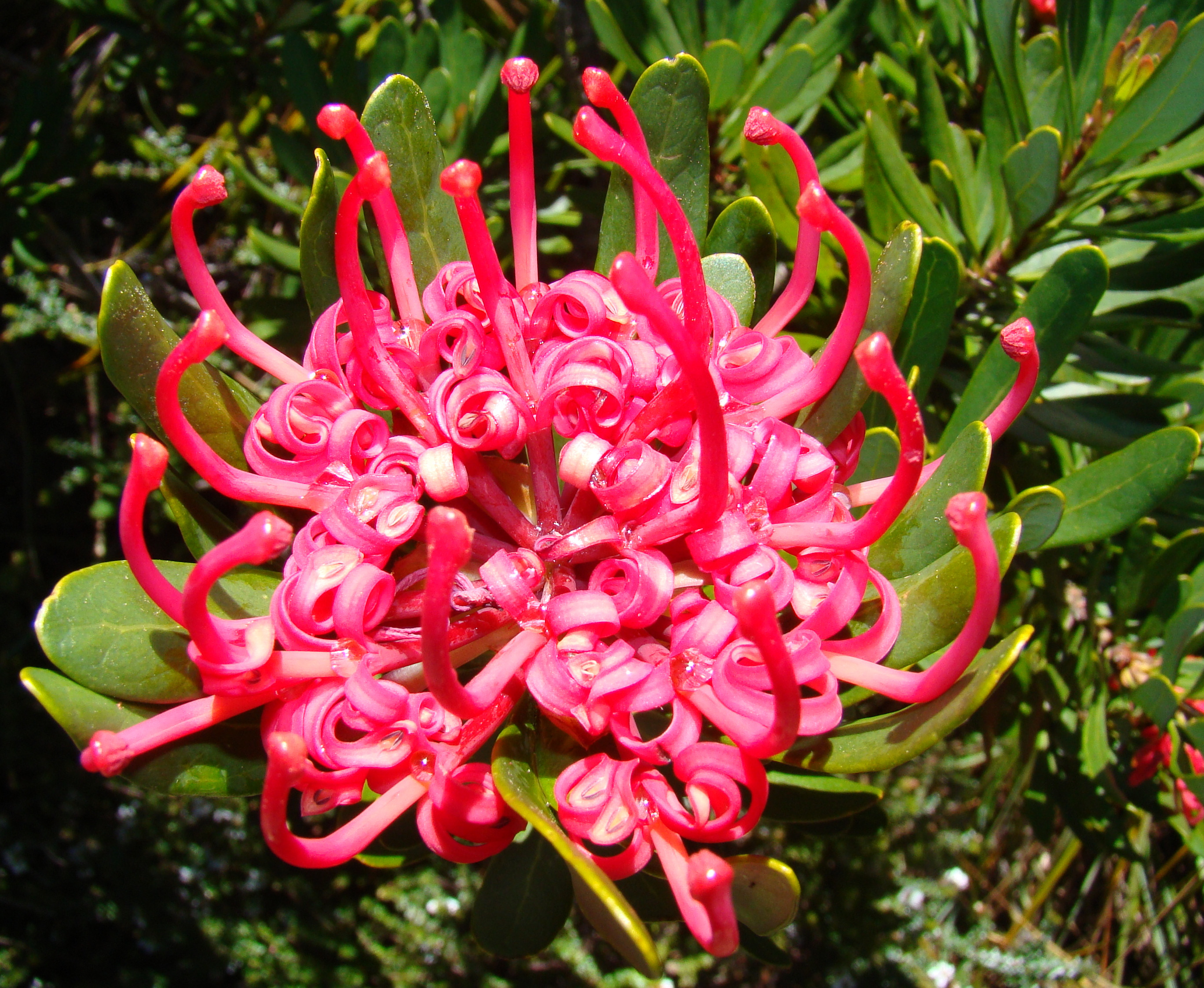
Красная форма
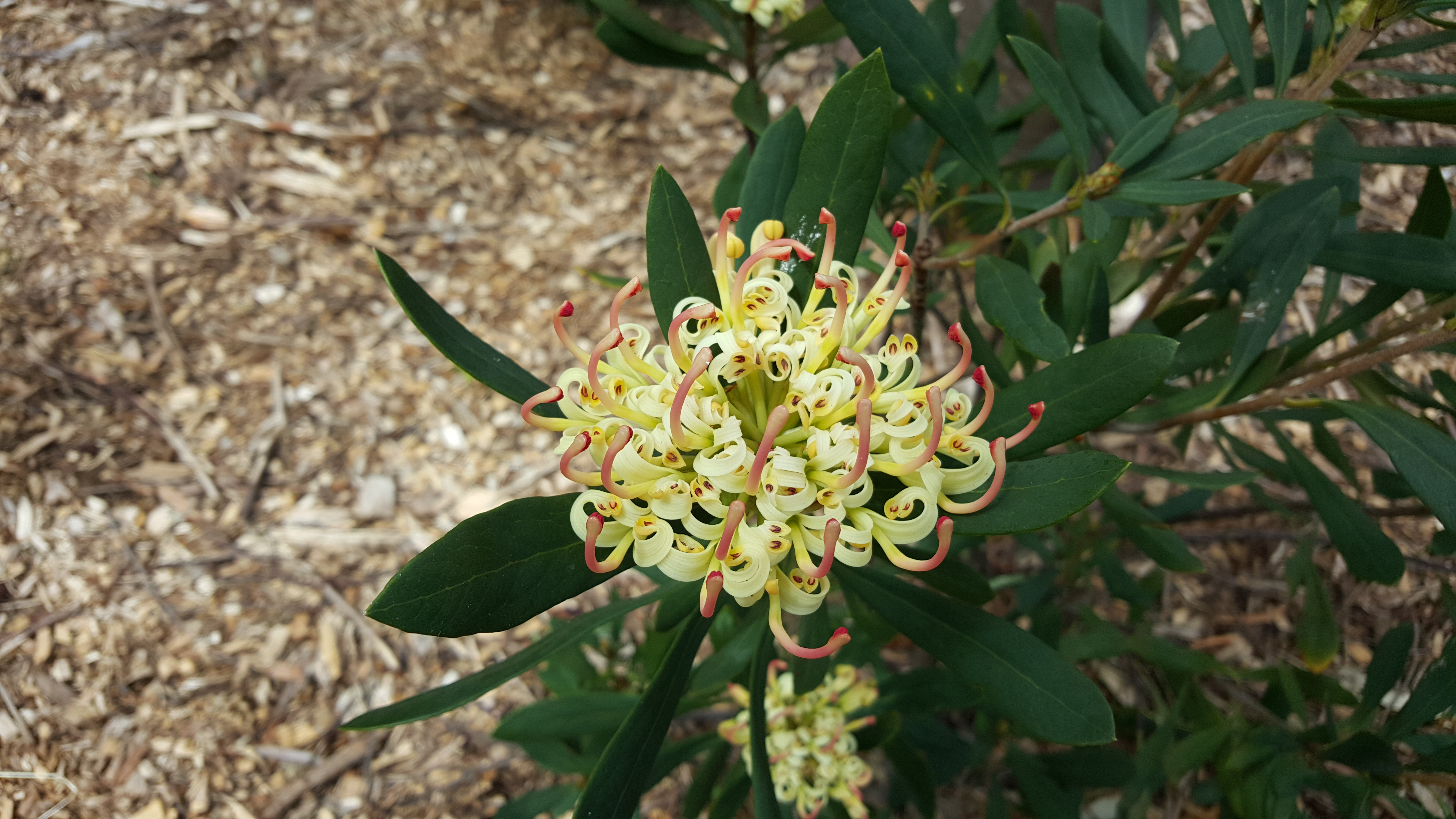
Жёлтая форма

## Таксономия и эволюция

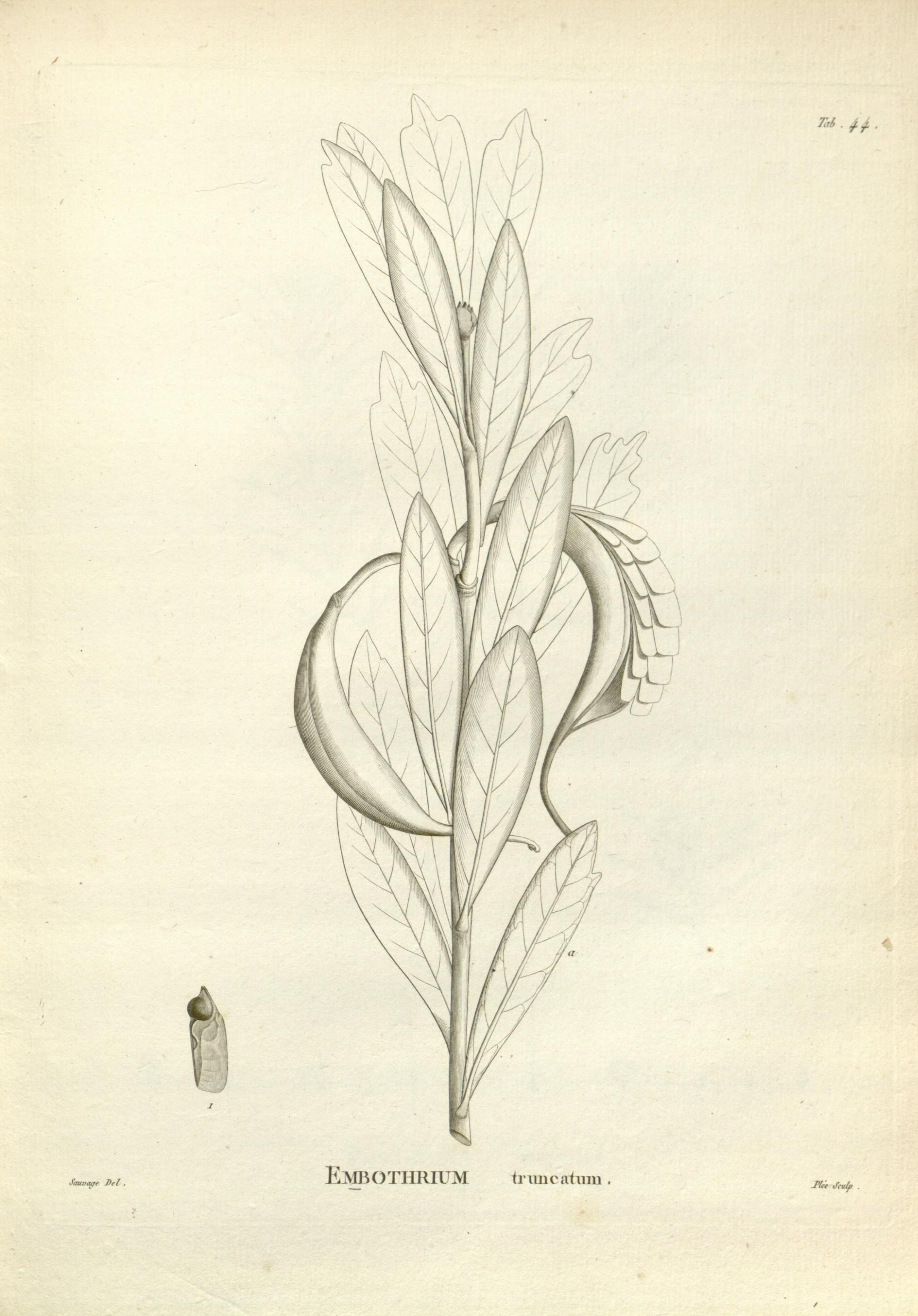
Иллюстрация Жака Лабиллардьера в Novae Hollandiae Plantarum Specimen (1805)

Во время исследования Земли Ван-Димена (Тасмания) в 1792—1792 годах французский ботаник Жак Лабиллардьер собрал образцы того, что он позже формально назвал Embothrium truncatum в своей работе 1805 года Novae Hollandiae Plantarum Specimen. Видовой эпитет — латинское truncatus, что означает «усечённый» или «внезапно оканчивающийся», относящийся к концу семенного крыла. На самом деле эта характеристика не является специфической для тасманской телопеи; все члены подтрибы Embothriinae имеют усечённые семенные крылья. Embothriinae в то время был так называемым «мусорным таксоном», и Роберт Броун предложил поместить этот вид в новый род, Telopea, в своем выступлении в 1809 году, опубликовав новое название Telopea truncata в 1810 году. Ричард Солсбери присутствовал на беседе и опубликовал этот вид как Hylogyne australis в книге Джозефа Найта 1809 года «О выращивании растений, принадлежащих к естественному отряду Proteeae», тем самым претендуя на приоритет перед формальным описанием Броуна 1810 года. Солсбери был вовлечён в споры с несколькими выдающимися натуралистами того времени, и его предпочтение Броуну считалось неэтичным, поэтому его имена в значительной степени игнорировались его современниками в пользу имени Броуна.
Джеймс Росс описал новый вид телопеи, Telopea tasmaniana, в своем Городском альманахе Хобарта в 1835 году, но теперь он считается синонимом T. truncata. В 1891 году немецкий ботаник Отто Кунце опубликовал Revisio generum plantarum, свой ответ на то, что он считал отсутствием метода в существующей номенклатурной практике. Он возродил род Hylogyne на основании приоритета и правильно создал новую комбинацию Hylogyne truncata для T. truncata. Однако ревизионная программа Кунце не была принята большинством ботаников. В конце концов, род Telopea был номенклатурно сохранён над Hylogyne Международным ботаническим конгрессом 1905 года.
Telopea truncata — один и, возможно, самый характерный из пяти видов из юго-восточной Австралии, которые составляют род Telopea. Это самое раннее ответвление линии, дающей начало T. oreades и T. mongaensis на юго-востоке материковой части Австралии. Околоцветники T. truncata имеют один оттенок красного, тогда как околоцветники его материковых родственников окрашены в два различных оттенка красного — поверхности, обращенные к центру цветочной головки, намного ярче красного цвета, чем обращенные наружу.
Род классифицируется в подтрибе Embothriinae Proteaceae, наряду с родом деревьев Alloxylon из восточной Австралии и Новой Каледонии, а также Oreocallis и чилийским деревом Embothrium coccineum из Южной Америки. Почти все эти виды имеют красные конечные цветки, и, следовательно, происхождение и внешний вид подтрибы должны предшествовать разделению Гондваны на Австралию, Антарктиду и Южную Америку более 60 млн лет назад. Propylipollis ambiguus (ранее Triporopollenites ambiguus) является самым старым идентифицируемым представителем Embothriinae. Он известен только из отложений пыльцы и первоначально был описан из эоценовых отложений в Виктории. Ископаемая пыльца очень похожа на пыльцу T. truncata, Alloxylon pinnatum и Oreocallis grandiflora. Ископаемые останки Telopea truncata были обнаружены в пластах раннего и среднего плейстоцена на мысе Регата в западной Тасмании. Листья маленькие, и на этих грядках размещалось субальпийское растительное сообщество на том месте, которое сейчас является равнинным. Листья, идентичные (и классифицированные как) Telopea truncata, были извлечены из отложений раннего олигоцена вокруг озера Цетана недалеко от Шеффилда.

## Распространение и местообитание
Telopea truncata — эндемик Тасмании, где встречается в центральной, южной и западной части острова и отсутствует в более тёплых и засушливых районах. Растёт на влажных кислых почвах во влажных склерофитовых лесах или субальпийских кустарниках на высоте от 600 до 1200 м. Это компонент подлеска субальпийских лесных насаждений Eucalyptus delegatensis и Eucalyptus subcrenulata, а также коротких тропических лесов Athrotaxis selaginoides — Nothofagus gunnii, тропических лесов Athrotaxis selaginoides, дождевых лесов Leptospermum, высоких тропических лесов Nothofagus — Atherosperma и коротких тропических лесов Nothofagus — Phyllocladus. Иногда встречается в лесном сообществе Leptospermum scoparium — Acacia mucronata в западной Тасмании.

## Биология
Выдающееся положение и яркая окраска цветков T. truncata и многих её родственников в подтрибе Embothriinae как в Австралии, так и в Южной Америке убедительно свидетельствуют о том, что они приспособлены к опылению птицами и существуют уже более 60 млн лет. Цветочные головки производят обильный нектар, которым питаются многие виды птиц. T. truncata имеет набухшую древесную основу в основном под почвой лигнотубер, который накапливает энергию и питательные вещества в качестве ресурса для быстрого роста после лесного пожара.  
Как и у большинства Proteaceae, T. truncata имеет сильно развитые кластерные корни, которые возникают из более крупных корней. Это корни с плотными скоплениями коротких боковых корешков, которые образуют мат в почве сразу под слоем опавших листьев. Они особенно эффективны при поглощении питательных веществ из бедных питательными веществами почв, включая бедные фосфором естественные почвы Австралии. Семена часто поедаются и уничтожаются животными, и они не разлетаются далеко (всего на нескольких метров) от родительских растений.

## Культивирование
Цветки Telopea truncata богаты нектаром и являются источником пищи для птиц, посещающих сад. Этот вид можно размножать семенами, хотя всходы могут погибнуть от усыхания. Выращивание в естественных тенистых местах задерживает цветение на две-четыре недели, в то время как выращивание в более прохладных условиях (из-за широты или высоты) может задержать цветение до шести недель. Обрезка цветочных головок может способствовать последующему росту листьев и ветвей. Лучше всего вид растёт в прохладном климате с большим количеством воды и хорошим дренажем, и хорошо зарекомендовал себя в выращивании в Англии. Королевское садоводческое общество вручило растению почётную награду в 1934 году и сертификат первой степени в 1938 году. Взаимосвязь между продолжительностью освещения и интенсивностью, температурой, вегетативным ростом и цветением малоизвестна. Жёлтые формы в культуре были первоначально выведены из растения, найденного на горе Веллингтон. 
Известны несколько сортов этой телопеи:
- Телопея «Champagne» — сорт, зарегистрированный в 2006 году[36]. Его кремово-жёлтые цветочные головки появляются с октября по декабрь[37]. Это трёхкомпонентный гибрид T. speciosissima, T. oreades и жёлтоцветковой формы T. truncata.
- Телопея «Golden Globe» — сорт, зарегистрированный в 2005 году[38]. Более крупный, чем «Champagne», он также представляет собой трёхкомпонентный гибрид T. speciosissima, T. oreades и жёлтоцветковой формы T. truncata. Его разводили и продавали под названием «Shady Lady Yellow». Первоначально он был выведен в хребтах Данденонг к востоку от Мельбурна[37].

## Использование
Цветы T. truncata когда-то широко использовались для украшения. Джеффри Смит заметил в 1909 году, что сбор цветов для этой цели привёл к сокращению некоторых популяций на горе Веллингтон. Древесина более крупных растений использовалась для инкрустаций, поскольку она обладает привлекательной текстурой и бледно-красным цветом.